# Teatro Boito
Il teatro Boito è il teatro di Greve in Chianti.

## Storia e descrizione
Per iniziativa della Società Filarmonica di Greve, il teatro venne realizzato nel 1926 su progetto dell'ingegnere Giovanni Farmeschi e secondo una tipologia tipica del teatro all'italiana di medie dimensioni: pianta ovoidale con balconata.
Il teatro è stato acquistato nel 1938 da Cesare Ferruzzi e successivamente portato avanti dal figlio Raffaello Ferruzzi. Nel dopoguerra la sua struttura ha subito vari interventi di rifacimento e di adeguamento alle normative di sicurezza, modificando così sensibilmente l'aspetto originario della sala e del boccascena (1973 e 1988).
Nell'attuale redazione il teatro si presenta come una struttura in buono stato di conservazione e funzionale per una programmazione sia teatrale che cinematografica capace di rispondere alle esigenze culturali dell'area dei Comuni del Chianti.
Dal 1995 il cinema ha sempre garantito al proprio pubblico film di qualità d'essai e di uscita nazionale.
Dal 30 aprile 2010 è stato installato il digitale e il 3D. Il cinema offre 299 posti in totale di cui 244 in platea e 55 in galleria.